# 闫鑫泷
闫鑫泷（1985年3月4日—），本名“闫龙”，汉族，中国歌手、演员。2014年初获得贵州卫视音乐选秀节目《唱出爱火花》全国季军而出道至今，同年发行多首单曲。

## 主要经历
- 1991年 出生于重庆市一个普通工人家庭
- 2004年 考入北京现代音乐学院流行演唱专业本科班（2008年毕业）
- 2007年 参加湖南卫视《快乐男声》成都赛区50强[2]，同年获得东南卫视《风云新人》广州赛区28强[3]；
- 2014年 获得贵州卫视《唱出爱火花》全国季军[4]；同年发行单曲《Farewell》《狠角色》[5]备受观众喜爱。
- 2016年 參加第三季《中國好歌曲》，以一首〈望〉成功入選，加入范曉萱導師戰隊。

## 音乐作品

### 专辑/EP
| 专辑数量 | 专辑名称   | 专辑类型 | 发行公司 | 发行日期   | 专辑曲目                                                           |
| -------- | ---------- | -------- | -------- | ---------- | ------------------------------------------------------------------ |
| 第一张   | 《狠角色》 | EP       | 强大娱乐 | 2014-12-31 | 曲目 1. 这首歌很好听 2. 不自然男孩 3. 狠角色 4. 少数派 5. OH OH OH |

### 单曲
未收录在专辑的单曲 
| 发表时间 | 单曲名称     | 备注                 |
| -------- | ------------ | -------------------- |
| 2012-07  | 《谁》       |                      |
| 2014-09  | 《Farewell》 | 电影《江湖论贱》插曲 |

## 争议事件
幼时遭家暴、父亲出家、寄人篱下、5岁的时候就有自杀的念头、经常挨打。
闫鑫泷接受媒体采访，针对他现在成为《唱出爱火花》杀出来的“黑马”，剖析他一路的成长历程。据闫鑫泷说：“从小就酷爱在舞台上表演，甚至在妈妈的培养下成为当地小有名气的童星，可惜好景不长5岁时父母离异，法院判决哥哥跟着母亲，我跟着父亲。父亲把我寄养在奶奶家，自己便外出打工。因为奶奶经常收不到父亲寄来抚养费，寄人篱下就得经常挨奶奶的打，拳脚相加更是家常便饭，父亲因为种种经历也看破红尘遁入佛门。